# 花園さんちのふたごちゃん
『花園さんちのふたごちゃん』（はなぞのさんちのふたごちゃん）は、北島音奈による日本の漫画作品。ウェブコミック配信サイト『マガジンポケット』（講談社）にて、2020年7月21日から2021年12月14日まで連載された。

## 登場人物
谷 多々良（たに たたら）
主人公。高校1年生。
花園 蘭子（はなぞの らんこ）
多々良のクラスメイトかつ幼なじみで百合子の双子の姉。ギャル。
花園 百合子（はなぞの ゆりこ）
多々良のクラスメイトかつ幼なじみで蘭子の双子の妹。人気アイドルグループ「音羽坂47（おとわざかフォーティーセブン）」のメンバー
千堂 真理亜（せんどう まりあ）

塩野 祐樹（しおの ゆうき）

猪村 もも（いむら もも）

## 書誌情報
- 北島音奈 『花園さんちのふたごちゃん』 講談社〈KCデラックス〉、全7巻
  1. 2020年12月9日発売[3]、ISBN 978-4-06-521684-2
  2. 2021年2月9日発売[4]、ISBN 978-4-06-522351-2
  3. 2021年4月8日発売[5]、ISBN 978-4-06-522986-6
  4. 2021年6月9日発売[6]、ISBN 978-4-06-523574-4
  5. 2021年9月9日発売[7]、ISBN 978-4-06-524846-1
  6. 2021年11月9日発売[8]、ISBN 978-4-06-525993-1
  7. 2022年2月9日発売[9]、ISBN 978-4-06-526910-7